# Grenade (Alta Garonna)
Grenade è un comune francese di 7 849 abitanti situato nel dipartimento dell'Alta Garonna nella regione dell'Occitania.
Il territorio comunale è bagnato dalle acque del fiume Save.

## Storia

### Simboli
Lo stemma è presente nell'Armorial Général de France del 1696.

## Società

### Evoluzione demografica
Abitanti censiti

## Monumenti e luoghi d'interesse

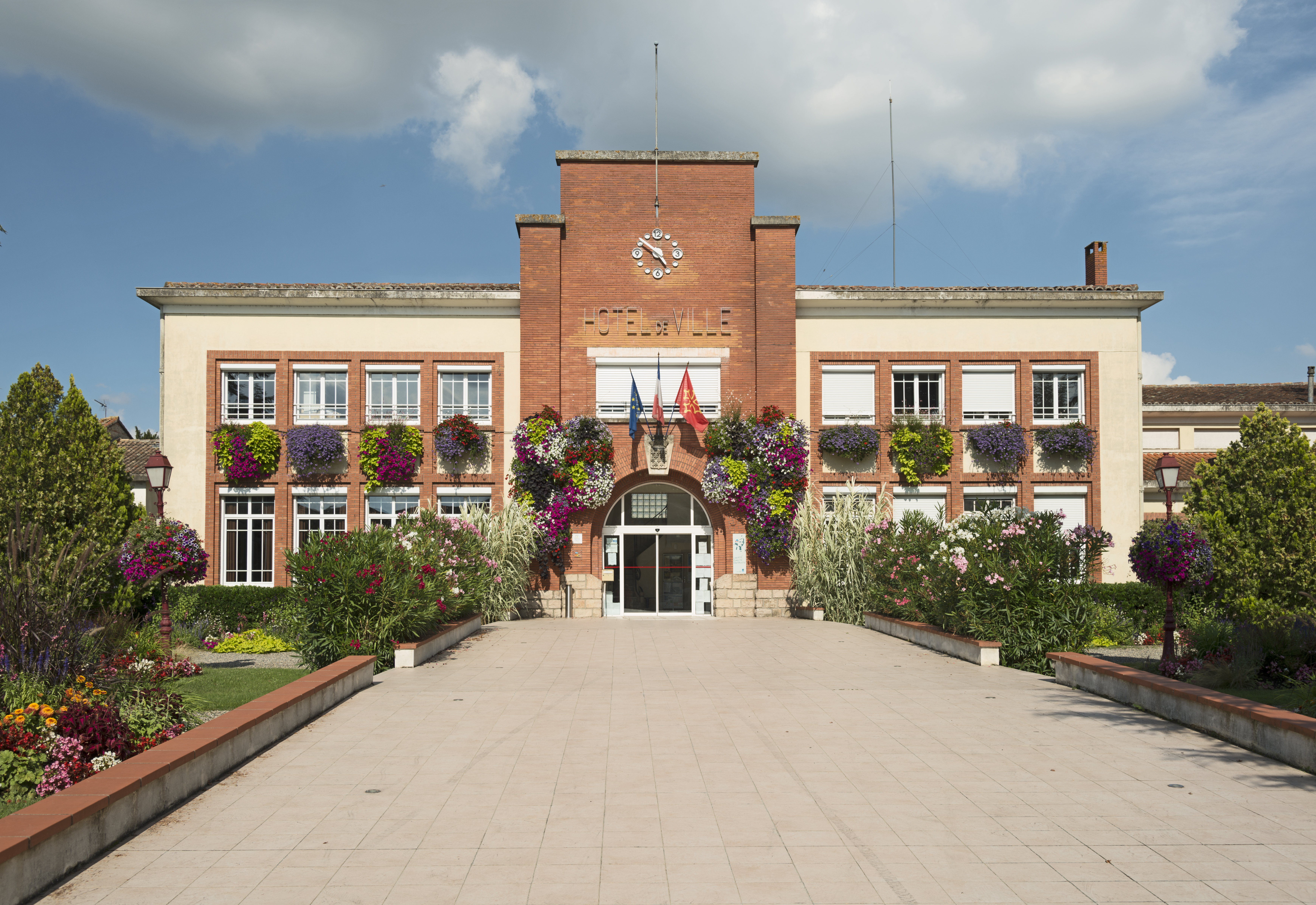
Municipio
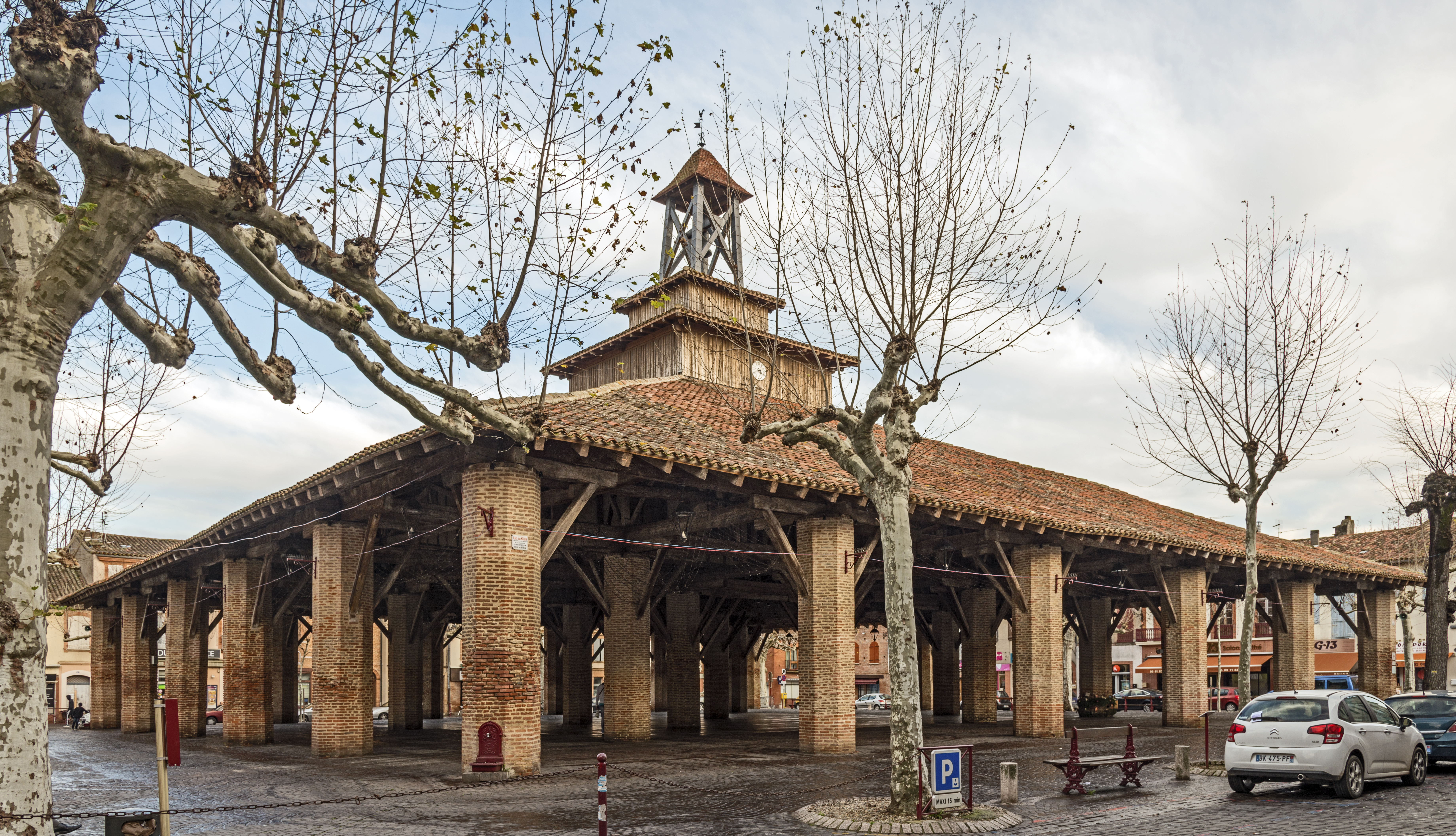
Mercato coperto
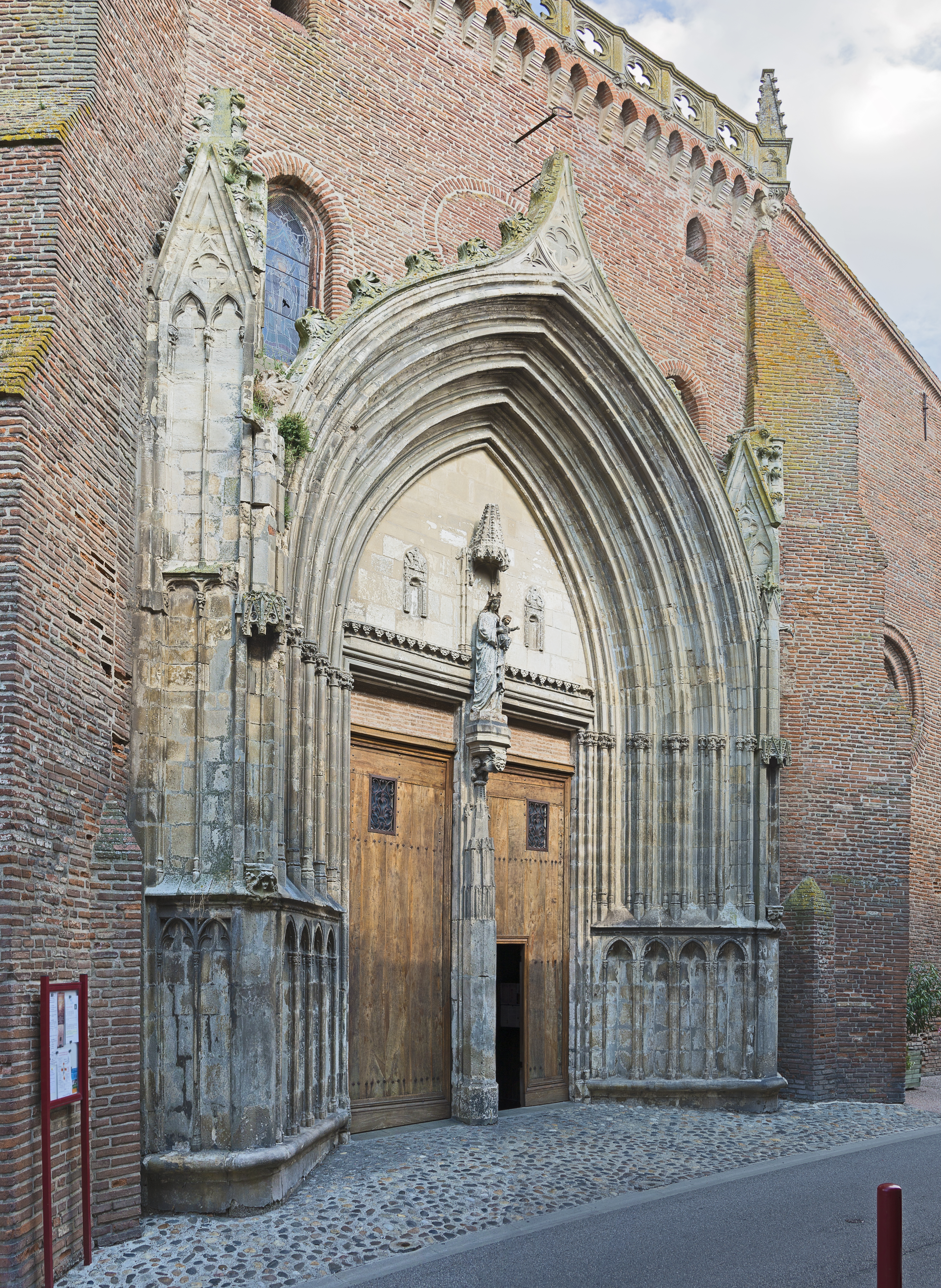
Portale della chiesa
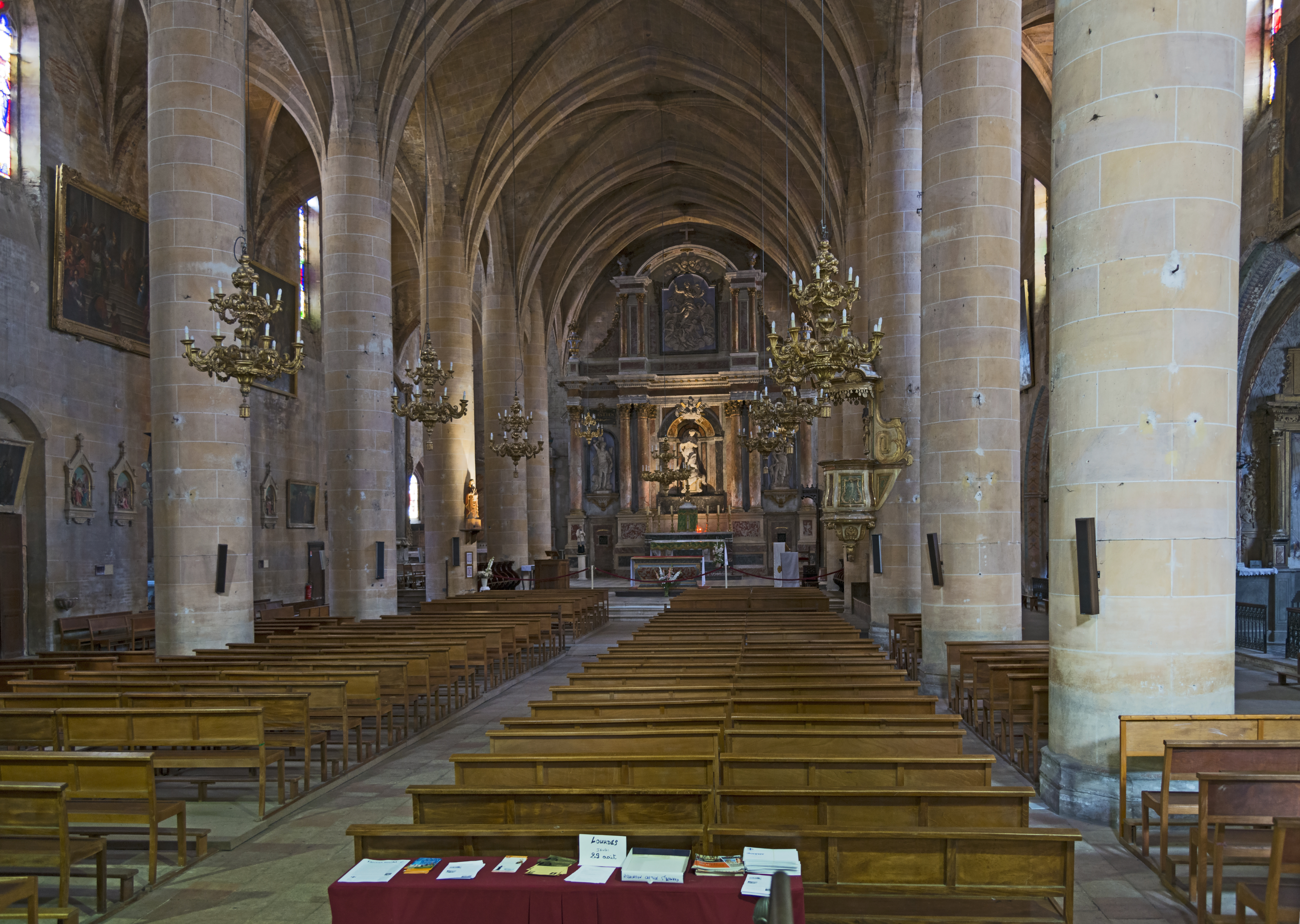
Interno della chiesa
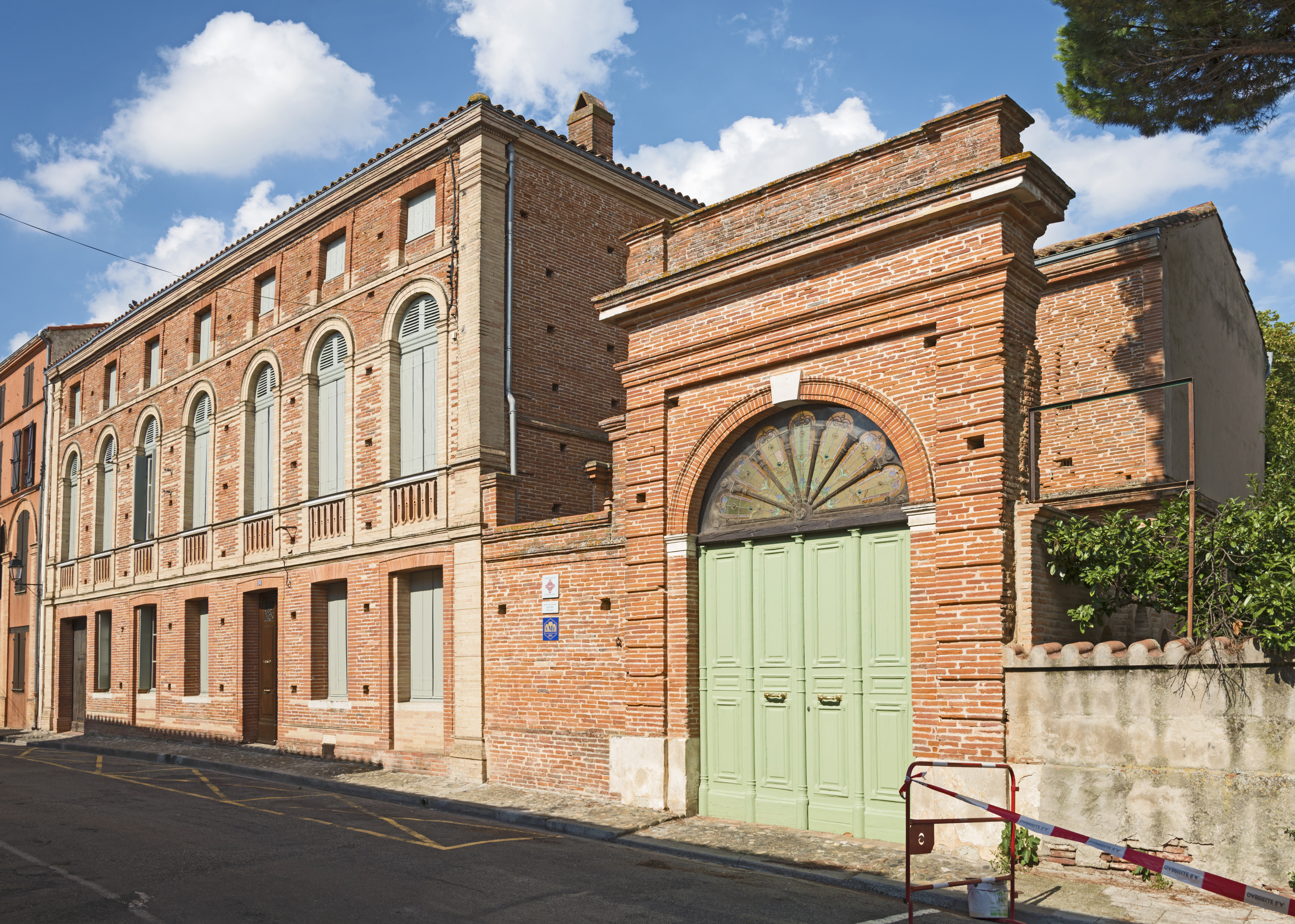
Convento

## Amministrazione

### Gemellaggi
- Istrana